# The Sheriff's Friend
The Sheriff's Friend è un cortometraggio muto del 1911 diretto da Alec B. Francis.

## Produzione
Il film fu prodotto dalla Vitagraph Company of America.

## Distribuzione
Distribuito dalla General Film Company, il film - un cortometraggio in una bobina - uscì nelle sale cinematografiche statunitensi il 23 agosto 1911.